# Christoph Karl von Schlippenbach

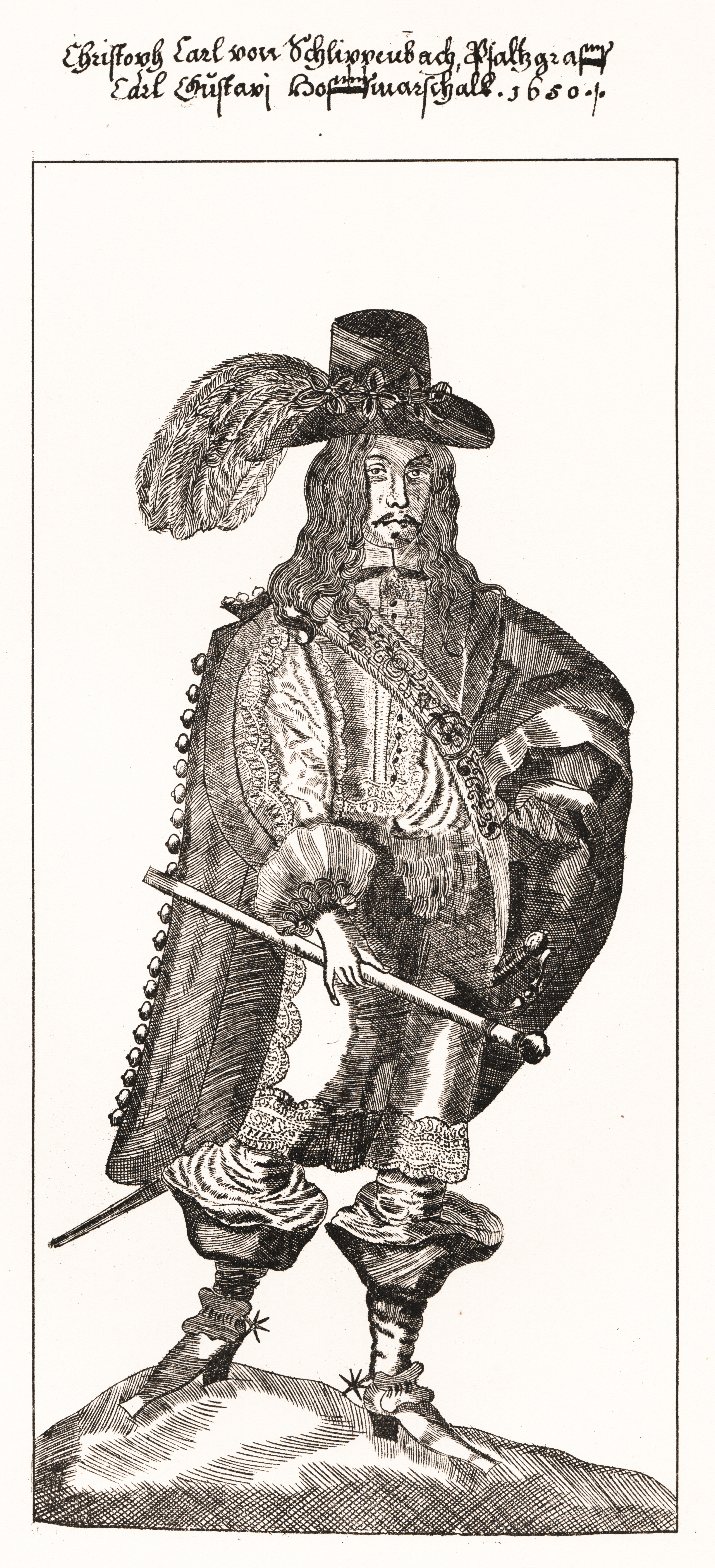
Christoph Karl von Schlippenbach

Christoph Karl Graf von Schlippenbach, auch: Christoff Carl (* 1. Januar 1624 in Kurland; † 27. November 1660 in der Ostsee) war ein schwedischer Offizier, Hofbeamter, Politiker und Diplomat.

## Leben
Christoph Karl von Schlippenbach war der Sohn des Christoph von Schlippenbach zu Salingen im Kurland und der Anna Maria von Manteuffel aus dem Hause Katzdangen. 1642 wurde er Hofjunker im Dienste Bengt Oxenstiernas, begann 1643 eine militärische Laufbahn und nahm an Feldzügen in Dänemark und Deutschland teil. 1647 wurde er Generaladjutant von Carl Gustav Wrangel. Er wurde 1649 Hofmarschall beim Pfalzgrafen Karl Gustav und 1653 oberster Mundschenk und Kammerherr der Königin Christina, in deren außerordentlicher Gunst er stand. Er führte die Verhandlungen zwischen beiden, deren Ergebnis der Übergang der schwedischen Krone 1654 an den Pfalzgrafen war. 1654 wurde Schlippenbach auch .
Der neue König Karl X. Gustav ernannte ihn 1654 zum Oberkämmerer, Oberst der Leibgarde und erhob ihn in den Freiherrn- und Grafenstand, verlieh ihm den Titel eines Grafen von Fahlköping. Danach wurde er als Legat an die kurfürstlichen Höfe des Heiligen Römischen Reiches entsandt, um über den Thronwechsel in Schweden zu informieren und für den Standpunkt Schwedens im Konflikt mit Bremen zu werben. 1656 wurde er als Bevollmächtigter nach Brandenburg entsandt. Im selben Jahr wurde er zum Kriegspräsidenten, 1657 zum Mitglied des Reichsrates und 1660 zum Präsidenten des Wismarer Tribunals ernannt.
Christoph Karl von Schlippenbach unterzeichnete am 23. April 1660 Vertrag von Oliva und sollte danach als Gesandter in Warschau für ein engeres Bündnis zwischen Polen und Schweden wirken. Nach der Abreise aus Polen ertrank er jedoch im November 1660 bei einem Schiffbruch in den Schären zwischen Landsort und Älvsnabben in der Ostsee. Er wurde am 23. März 1663 in der Marienkirche in Stettin beigesetzt.
Schlippenbach war 1655 in den Pfandbesitz des Amtes Wollin in Pommern gekommen. Seine Witwe Helena Elisabeth, geb. von Praunfalk (auch: Braunfalke; * 1629; † nach 1671), Tochter des steirischen protestantischen Glaubensmigranten Hanns Adam Freiherr von Praunfalk zu Neuhaus, und später auch sein Sohn Karl Friedrich von Schlippenbach gerieten in der folgenden Zeit sowohl mit dem Kurfürsten von Brandenburg als auch mit der schwedischen Krone in langwierigen Streit um den Besitz der Güter.